# C’est la vie (Claude-dal)
A C’est la vie (magyarul: Ilyen az élet) a kongói–holland Claude dala, mellyel Hollandiát képviselte a 2025-ös Eurovíziós Dalfesztiválon Bázelben. A dal belső kiválasztás során nyerte el a dalversenyen való indulás jogát.

## Eurovíziós Dalfesztivál
2024. december 19-én az AVROTROS bejelentette, hogy az énekes képviseli az országot az Eurovíziós Dalfesztiválon. A dalt 2025. február 27-én mutatták be a közönségnek az Eurovíziós Dalfesztivál hivatalos YouTube-csatornáján.
A dalt először a május 13-án rendezett első elődöntőben, fellépési sorrendben tizenharmadikként adta elő, az Albániát képviselő Shkodra Elektronike Zjerm című dala után és a Horvátországot képviselő Marko Bošnjak Poison Cake című dala előtt. Az elődöntőből sikeresen továbbjutott a május 17-i döntőbe, ahol fellépési sorrendben tizenkettedikként lépett fel, a Lettországot képviselő Tautumeitas Bur man laimi című dala után és a Finnországot képviselő Erika Vikman Ich komme című dala előtt. A zsűri szavazáson ötödik helyen végezett 133 ponttal, míg a nézői szavazáson tizenötödik helyen végzett 42 ponttal, így összesítésben 175 ponttal a verseny tizenkettedik helyezettje lett.

## Dalszöveg
| C’est la vie She sang to me Je me rappelle J’était petit Oh I was just a little boy but I remember La melodie, la melodie – A dal első versszaka | Ilyen az élet Ezt énekelte nekem Emlékszem Kicsi voltam Még csak kisfiú voltam, de emlékszem A dallamra, a dallamra – A dal első versszaka magyarul |

## Galéria

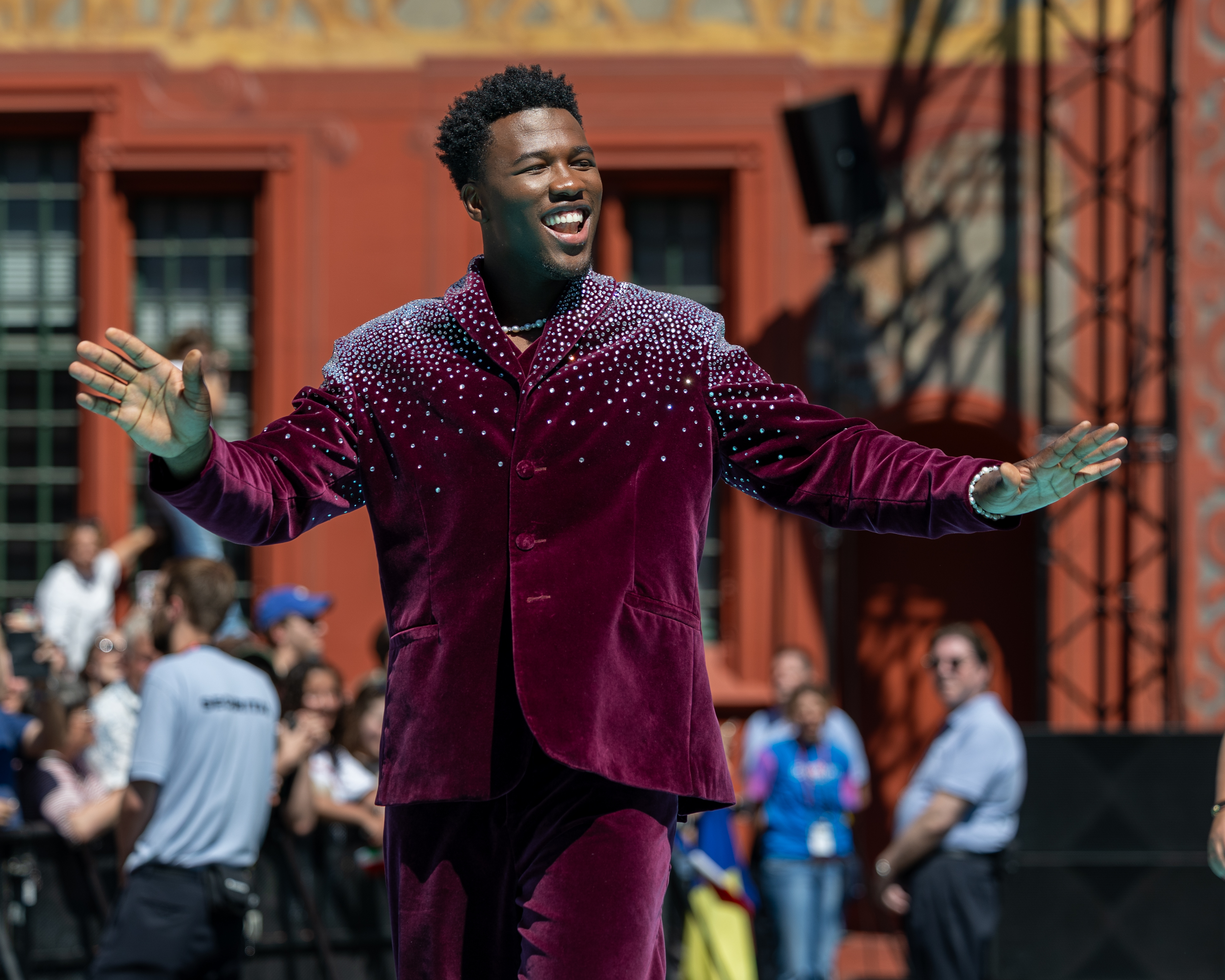
A megnyitóünnepségen
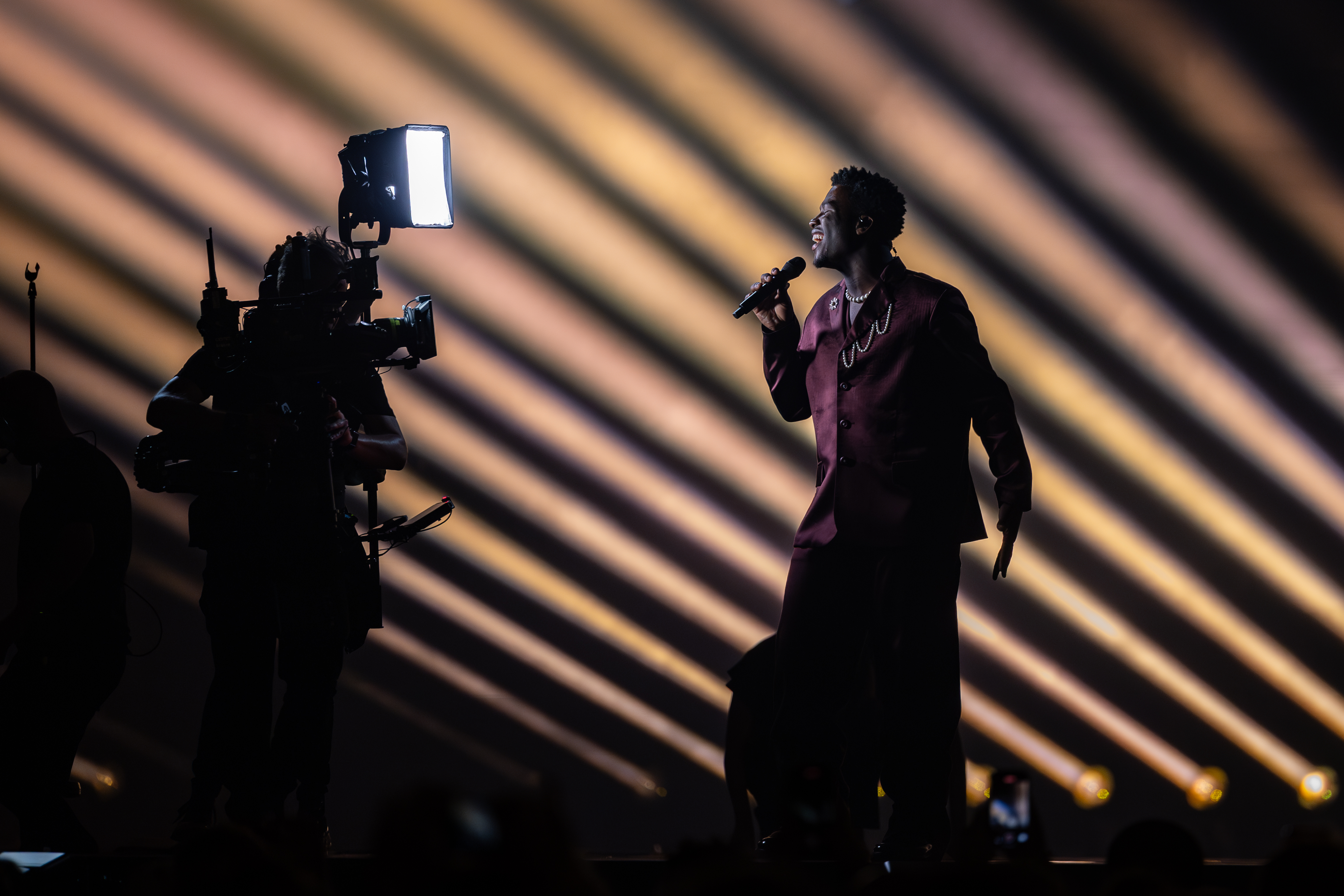
Az elődöntőben
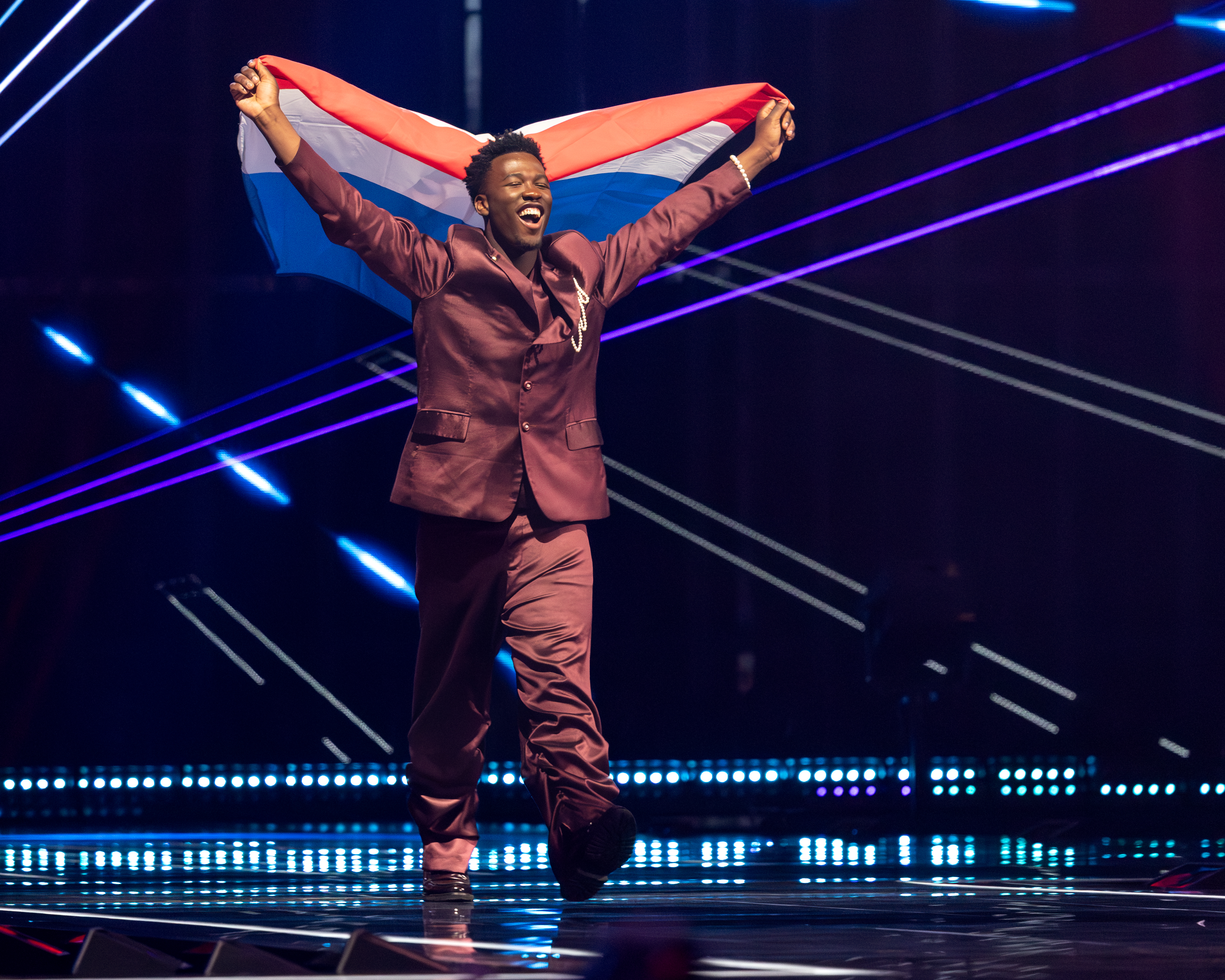
A döntő bevonulásán
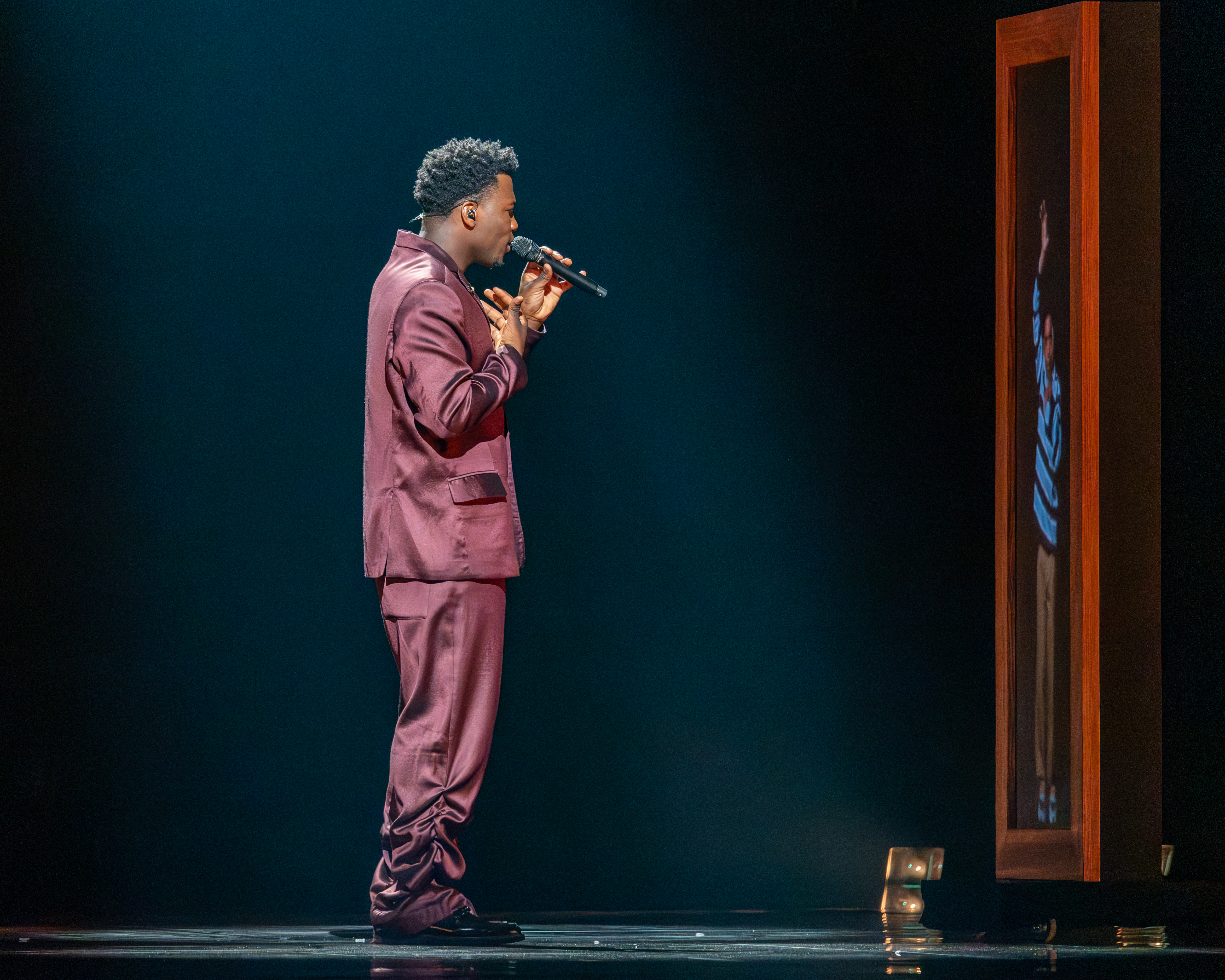
A döntőben